# Svartafell (berg i Island, Austurland, lat 65,51, long -13,74)
Svartafell är ett berg i republiken Island. Det ligger i regionen Austurland, 400 km öster om huvudstaden Reykjavík. Toppen på Svartafell är 510 meter över havet.
Trakten runt Svartafell är nära nog obefolkad, med mindre än två invånare per kvadratkilometer. Trakten runt Svartafell består i huvudsak av gräsmarker.